# Circle K
Circle K est une chaîne internationale de commerce de détail de proximité. Fondée en 1951 à El Paso aux États-Unis, elle est exploitée par la société canadienne Alimentation Couche-Tard depuis 2003. Elle exploite plus de 10 000 magasins à travers le monde.

## Histoire

Ancien logo de 1998 à 2015

En 1951, l'entrepreneur Fred Hervey achète Kay's Food Stores à El Paso, au Texas. Il renomme l'entreprise Circle K Food Stores. Il étend la chaîne au Nouveau-Mexique et à l'Arizona, puis quitte pour se consacrer à la politique. L'entreprise va par la suite croître partout aux États-Unis en faisant de nombreuses acquisitions. Vers 1975, elle possède environ 1 000 succursales. En 1979, elle s'implante au Japon. En 1983, le nombre de succursales atteint 2 180 avec l'achat de 960 magasins UtoteM.
De 1983 à 1990, Karl Eller occupe le poste de PDG. Durant son mandat, il fait de Circle K la deuxième entreprise en importance dans le domaine du commerce de détail de proximité, avec 4 600 magasins présents dans 32 états américains et 1 300 magasins associés dans 13 autres pays. La compagnie vit une période financière difficile vers 1990 et elle est sauvée de la faillite par son acquisition par Investcorp. En 1996, la compagnie pétrolière Tosco Corporation (qui intègre plus tard ConocoPhillips) rachète Circle K.
En 2003, la société canadienne Alimentation Couche-Tard acquiert la bannière au coût de 804 millions de dollars américain. Avec cette acquisition, le nom Circle K est attribué à des centaines de succursales portant le nom d'autres bannières. D'ici la fin de 2017, les marques Statoil et Mac's seront remplacées par Circle K.

## Galerie

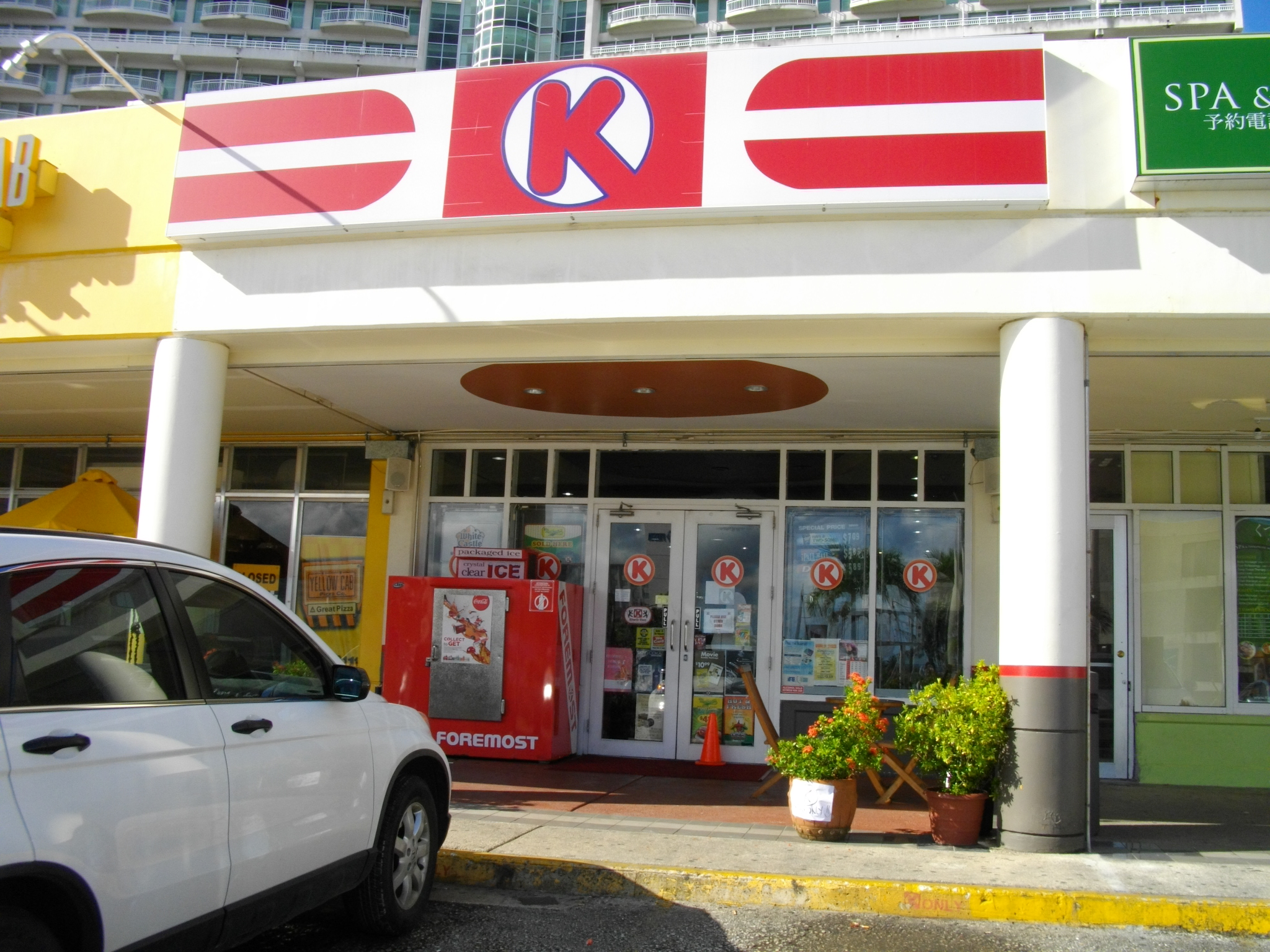
Guam
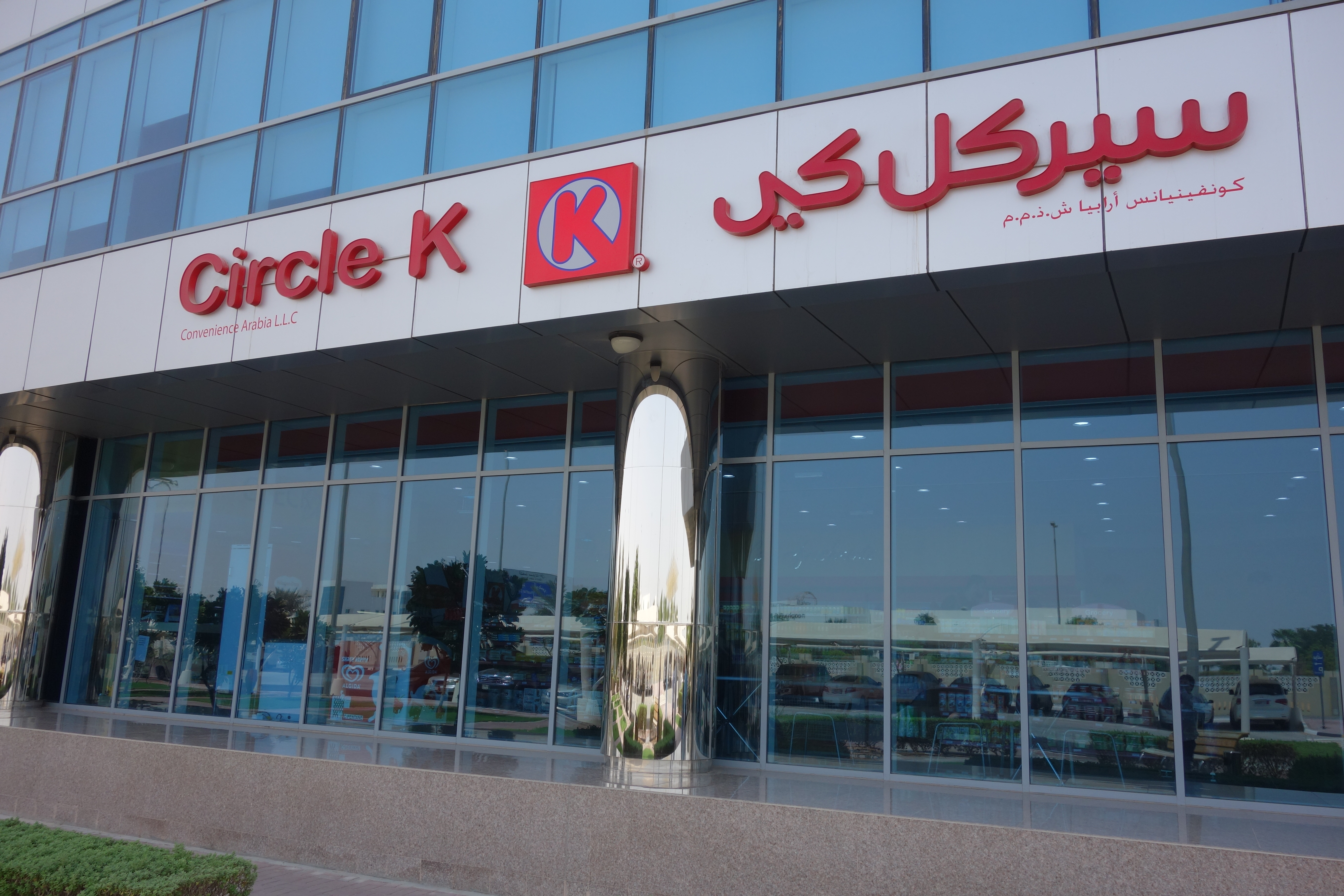
Abou Dabi
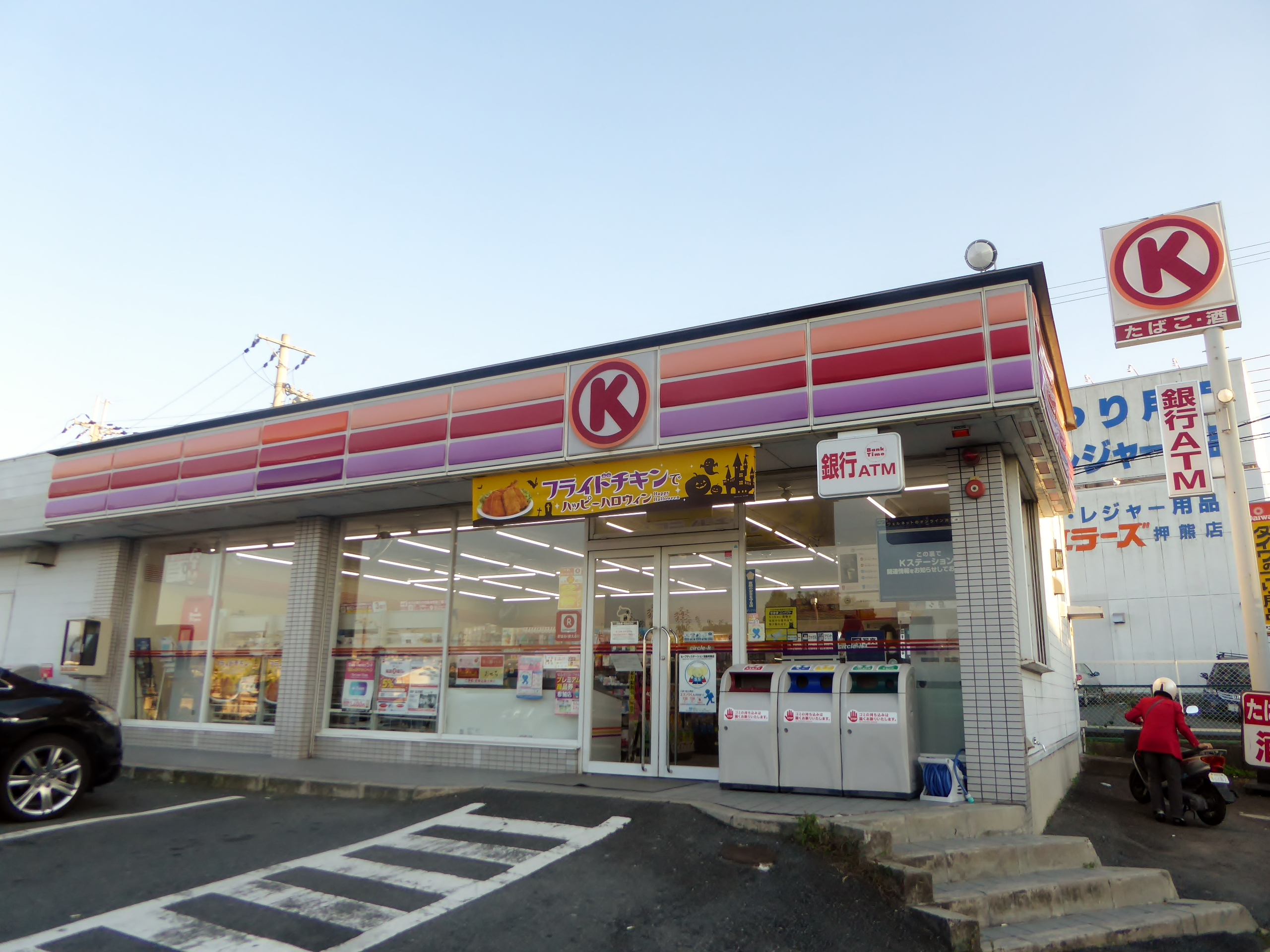
Nara
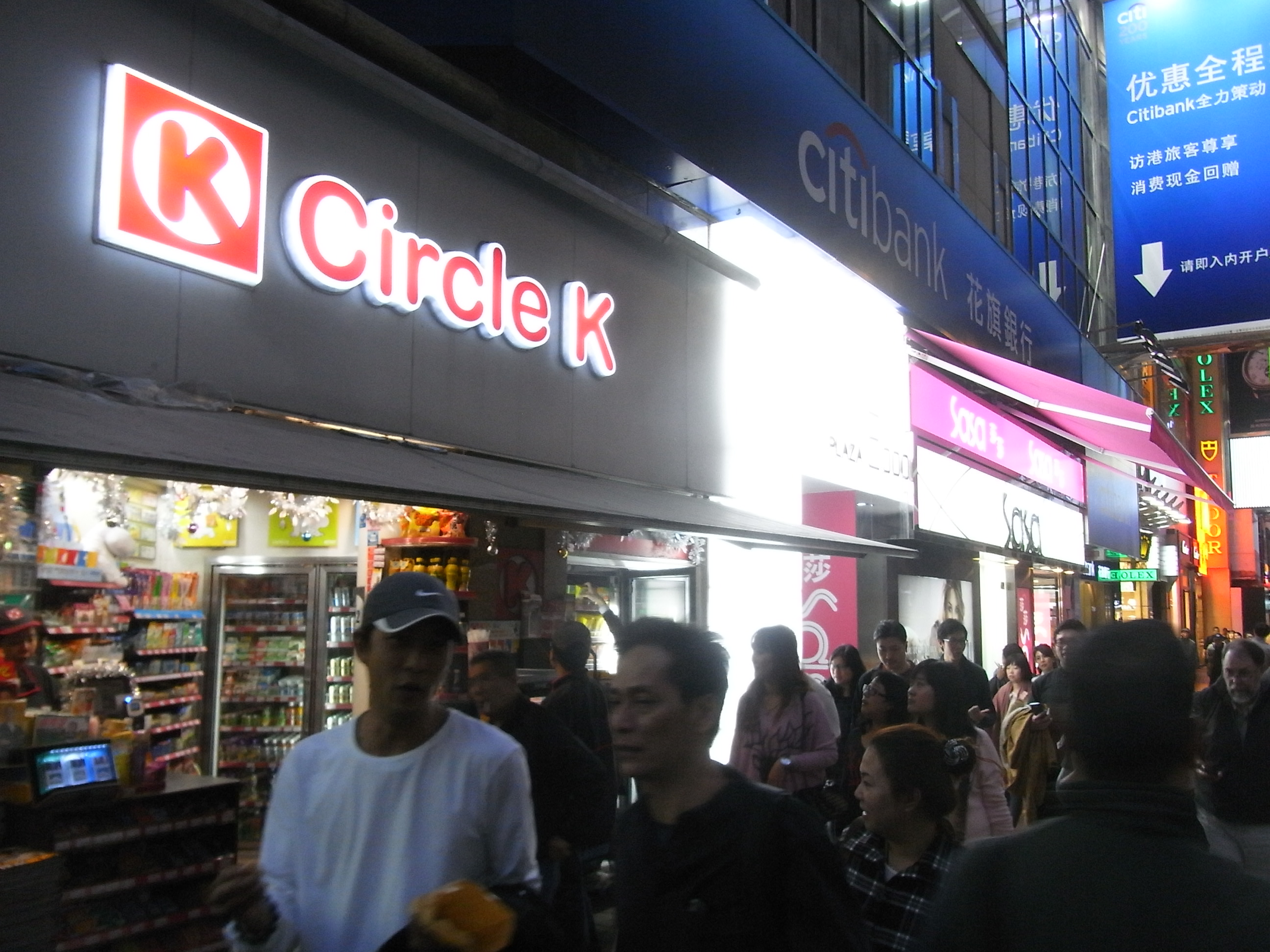
Hong Kong